# Eles Voltam
Eles Voltam é um filme brasileiro de drama lançado em 2014. Dirigido e roteirizado por Marcelo Lordello, é o primeiro longa-metragem ficcional do diretor. Ganhou o Candango de melhor longa-metragem do 45º Festival de Brasília.

## Sinopse
Cris e Peu, seu irmão mais velho, são deixados na beira de uma estrada pelos próprios pais. Os irmãos foram castigados por brigar constantemente durante uma viagem à praia. Após algumas horas, percebendo que os pais não retornaram, Peu parte em busca de um posto de gasolina. Cris permanece no local por um dia inteiro e, sem notícias dos pais ou do irmão, decide percorrer ela mesma o caminho de volta para casa.